# ゴルゴ13 第一章神々の黄昏
『ゴルゴ13 第一章神々の黄昏』（ゴルゴサーティーン だいいっしょう かみがみのたそがれ）は、1988年3月26日にビック東海が発売したファミリーコンピュータ用ゲームソフト。
北米では『Golgo 13: Top Secret Episode』（ゴルゴサーティーン トップ・シークレット・エピソード）というタイトルで発売された。
主人公のゴルゴ13を操作し、ニューヨークで起きた謎のヘリコプター爆破事故の謎を解明する事を目的としている。
後に続編となるファミリーコンピュータ用ソフト『ゴルゴ13 第二章イカロスの謎』（1990年）が発売された。

## 概要
本作は、漫画『ゴルゴ13』（1968年 - ）を題材にしたゲーム作品で、物語はネオナチとの戦いを描いたゲームオリジナルストーリーである。
基本はアクションゲームだが、アドベンチャー要素あり、3Dガンシューティングあり、3Dダンジョンあり、横スクロールシューティングありといった具合に非常に多彩な内容になっている。何秒かたつとライフが1減り、敵を倒すと体力と弾丸が補充される。敵を倒すと敵が爆発する演出となっている。スナイプモード・シューティング・3D迷路など多彩なステージ構成を楽しめる反面、射撃よりも飛び蹴りが強く弾丸すら飛び蹴りで撃ち落とせる点、ゴルゴの緩慢な動作、なかば理不尽な敵の強さから、問題作と呼ばれることも少なくない。また、ゲーム開始時には愛銃が弾切れを起こしていることから本作のゴルゴを「最弱のゴルゴ」と評価する文献もある。
北米版ではいくつかの修正が入り、ネオナチに関する内容がほとんど別物に変更された。

## ゲーム内容
コンティニュー
ライフが0になるとゲームオーバーとなるが、そのときには「つづく」と表示され、次回予告を模した演出のあと、タイトル画面に戻る。この状態でゲームを再スタートすると、ゲームオーバーになったステージからコンティニューができる。ゲームオーバーでタイトル画面に戻るごとに、ゲーム開始前は「㐧1回」と表示されていた回数が1回ずつ増えていく。ただし、50回コンティニューしたあとの「㐧52回」でゲームオーバーになると「つづく」ではなく「完」と表示され、回数表示が「㐧1回」に戻りコンティニューできず最初からやり直しとなる。また、裏技によりステージセレクトが可能である。
ポーズボタン
プレイ中にスタートボタンを押すと、歌詞付き（日本版のみ）の音楽が流れる。

## 設定

### ストーリー
ニューヨークにある自由の女神の上空でヘリコプターが謎の爆発をした。
爆発したヘリコプターは、細菌兵器カサンドラGを輸送中のCIAのヘリコプターであった。
CIAはKGBの陰謀によるものと断定する。
ワクチンは何者かに盗まれ、ヘリコプターの破片の中からアーマライトM16の弾丸が発見された。

### ステージ構成
- Act 1 - The Iron Curtain
- Act 2 - The Moving Target
- Act 3 - River of No Return
- Act 4 - A Farewell to Arms
- Act 5 - Spartacus
- Act 6 - The Third Man
- Act 7 - Sleeping Beauty
- Act 8 - All About Eve
- Act 9 - Apocalypse Now
- Act 10 - From Here to Eternity
- Act 11 - The Godfather
- Act 12 - Twilight Of The Gods
- Act 13 - And There Were None

## 登場人物
マリア・ラブレット
フィクサーのエージェント。CIAヘリ爆破事件を調べていた仲間がどこかに消えて、仲間がヘリを狙ったのはゴルゴではないと連絡を残した。仲間の一人であるコンドルを狙うものを殺害するように依頼した。
ダーク・ブリット
マリアの仲間の一人。ゴルゴにKGBが動いたことを聞かせた。
チェリー・グレイス
マリアの仲間の一人。ゴルゴに敵の狙撃位置を教えた。ゴルゴに依頼終了後にホテルへ行けと言って、ホテルでゴルゴに抱かれる。その後もゴルゴのパートナーとして様々な情報を提供した。
依頼を終えてホテルに行くとボーイから部屋で待っていると告げられる。なお、部屋に行くと「ふたりだけのセレモニー。。。　おとなは　そのまま　よ　こどもは　Bボタンを　おしてね」と言われ、そのまま数分待っているとカットが変わってホテルの窓の陰影でベッドインする二人の姿が映される演出が発生する。
コンドル
マリアの仲間の一人。秘密を知ったために何者かに命を狙われている。ゴルゴに命を狙われていると告げて、敵の持っていたワクチンファイルの一部をあげて、敵の基地の場所を言おうとしたところで、敵に撃たれるものの、自力で言って死亡。
レディス・ホワイト
緑の館の主人。コンドルの用意した道具をゴルゴに渡して、館に川が繋がっていることを言っている。
オズ・ウィンダム
マリアの仲間の一人。ヘリ爆破事件の真相を追っているうちにネオナチに捕えられた。敵がリオデジャネイロに向かうとゴルゴに聞かせた。
ティファニー
武器の取り扱いに長ける女性で過去ゴルゴとも出会った事がある。M16カスタム化の注文を受けるが、M16を敵に取られたことを言って死亡。
ジョン・ブルトス
CIA研究所でカンサンドラGを開発した人物。ヘリ爆破事件の夜さらわれて、ゴルゴに助けられる。

### ネオナチ
偽オズ・ウィンダム
ネオナチの一員。
小男フェイク
ネオナチの一員。「ケッケッケ」と笑う。その後の生死については不明。
イブ・クリスティ
ネオナチの一員だが、ユダヤ人でネオナチを倒す者を待っていた。
スパルタカス
原作にも登場した殺し屋。ネオナチに雇われて、ゴルゴを殺すためにやって来た。サブマシンガンを使う。
偽ヒトラー
顔の左が機械化している。
偽ゴルゴ13
ゴルゴと顔が似ていて、スパルタカスよりライフも高い。ゴルゴより口数が多い。
アドルフ・ヒトラー
ネオナチの最新技術で、脳だけで生きている。

## スタッフ
- プロデュース：さいとう・たかを
- ゲームストーリー：倉本奈緒（吉川昇一）
- 企画：吉川昇一
- プログラム・ディレクター：八木としやす
- 3D迷路面プログラム：河村知彦
- ズームサラウンド面プログラム：成澤都美子
- メカニックデザイン：佐藤博幸
- キャラクター・デザイン：吉川昇一
- BGグラフィック：佐藤博幸、関ともみ、河村知彦、吉川昇一
- 音楽：蓮谷通治
- スペシャル・サンクス：四条いくお、飯室やすひと、久松のりひろ、佐野まゆみ、SOGA TATSU-JIN（曽我こういち）、賀茂いくいち、（株）読売広告社
- 監督：ANGELA（吉川昇一）

## 評価
- ゲーム誌『ファミコン通信』の「クロスレビュー」では合計21点（満40点）[5]、『ファミリーコンピュータMagazine』の読者投票による「ゲーム通信簿」での評価は以下の通りとなっており、15.07点（満30点）となっている[1]。同誌1991年5月10日号特別付録の「ファミコンロムカセット オールカタログ」では、「どんな場合でも冷静で素早い対応が要求される。謎も困難」とゲーム性がシビアであり難易度が高い事を指摘している[1]。

| 項目 | キャラクタ | 音楽 | 操作性 | 熱中度 | お買得度 | オリジナリティ | 総合  |
| 得点 | 2.71       | 2.52 | 2.44   | 2.43   | 2.32     | 2.65           | 15.07 |

- ゲーム本『仰天B級ゲームの逆襲』（1998年、二見書房）では下記の評価を下しており、「なにせゴルゴの操作性が悪くてね、キャラクタがデカいせいか反応も遅いし。結局ゴルゴは敵から撃たれまくる」と操作性に関して否定的に評価している[6]。

| 項目 | イマウケ度 | カルト度 | グラフィック | オリジナリティー | ハラダチ度 | インパクト |
| 得点 | 星4 / 5    | 星5 / 5  | 星4 / 5      | 星2 / 5          | 星4 / 5    | 星4 / 5    |

- ゲーム誌『CONTINUE』では、「ファミコンにしてはアダルトなテーマに正面から挑んだ問題作」、「依頼を遂行した後は金髪美女と一夜を過ごせて、翌日は体力が全快しているファミコン的にはかなりNGなアダルト展開もあれば、ゴルゴ作品の特徴でもある『……』会話も見事に再現」と意欲的な部分と原作の再現性に関して肯定的に評価している[7]。